# 硫代硫酸银
硫代硫酸银是一种难溶于水的无机化合物，化学式为Ag2S2O3。它可由乙酸银或氟化银和硫代硫酸钠反应得到。它可以和硫代硫酸钠反应，根据反应条件不同，得到NaAgS2O3·H2O、Na3Ag(S2O3)2·2H2O、Na5Ag3(S2O3)4·2H2O等。它可以在水中分解，白色固体经黄色、橙色、棕色，最终变黑：
{\displaystyle {\ce {Ag2S2O3 + H2O -> Ag2S + H2SO4}}}